# Reinhard Selten
Reinhard Selten (født 5. oktober 1930 i Breslau, Tyskland (i dag Wrocław, Polen), død 23. august 2016 i Poznan) var en tysk matematiker og økonom. Han er Tysklands indtil nu eneste nobelprismodtager i økonomi.
Reinhard Selten blev født i den daværende tyske by Breslau som søn af en jødisk far og en luthersk mor. Som halvt jødisk blev han som 14-årig i Hitlertidens Tyskland smidt ud af skolen. Efter 2. verdenskrig vendte han tilbage til Tyskland, hvor han slog sig ned i Vesttyskland. Han studerede matematik i Frankfurt am Main, blev kandidat i 1957 og doktor i 1961. Efter flere års arbejde med økonomiske emner blev han i 1968 udnævnt til økonom og arbejdede efterfølgende som professor i økonomi i Berlin, Bielefeld og Bonn. Han gik på pension i 1996.
Reinhard Selten modtog sammen med John Harsanyi og John Forbes Nash Jr. i 1994 nobelprisen i økonomi for sit arbejde inden for spilteori. Han er også kendt for sit arbejde med begrænset rationalitet og eksperimental økonomi.
Reinhard er esperantist, og han har skrevet flere bøger, hvori han behandler, om det kan betale sig at lære esperanto ud fra et spilteoretisk synspunkt.